# Opyš (Pražská plošina)
Opyš je jméno jednoho z devíti původních pražských vrchů, a sice toho, na kterém stojí Pražský hrad. Tuto okolnost dodnes připomíná hradčanská ulice Na Opyši, která vede z Klárova k východní bráně Hradu u Černé věže. Název pochází z obecného geomorfologického výrazu opyš, označujícího klesající úzký konec ostrožny.[zdroj?] Souběžně s ulicí vedou na Opyš také Staré zámecké schody, mezi oběma komunikacemi leží Svatováclavská vinice.